# Francesco Torbido
Francesco Torbido ou encore Francesco di Marco India Torbido  dit Il Moro , né à Venise en 1486 et mort à Vérone en 1562, est un graveur et un peintre italien de l'école véronaise, actif au XVIe siècle.

## Biographie
Francesco Torbido naît à Venise d'une famille véronaise. Son père s'appelait Marco India de ce fait on le connait aussi sous le nom de Francesco di Marco India Torbido.
Il fait son apprentissage à Venise auprès de Giorgione. 
En 1500 Francesco Torbido se rend à Vérone afin d'étudier auprès de Liberale da Verona.
De 1546 à 1550 il est à Venise  et finit par retourner à Vérone sous la protection des comtes Giusti.
Il eut une forte influence sur Battista dell’Angolo del Moro, Paolo Farinati, Giovanni Battista Zelotti, Anselmo Canneri et Paul Véronèse.

## Œuvres
- Nativité et Assomption (1534), fresques,  cathédrale, Vérone.
- Vierge et l'Enfant en Gloire (1523), fresques, église San Fermo, Vérone.
- Madone et saints (1520), fresques, Basilique San Zeno,
- Quatre fresques de saints (1526-1530), Cappella Fontanella, Santa Maria in Organo, Vérone.
- Sainte Barbara en gloire avec les saints Antoine et Roch (1530), Santa Eufemia,Vérone.
- Autoportrait (1516), Munich.
- Portrait d'un homme, Fitzwilliam Museum, Cambridge.
- Vierge à l'Enfant et saint Jean-Baptiste,
- Portrait d'une dame élégamment habillée,
- Portrait d'un homme, buste avec un manteau et un chapeau brun
- Portrait d'un jeune homme avec une rose (1516), Alte Pinakothek, Munich.
- Portrait d'un homme et une femme, collection privée Berea, Kentucky.
- Portrait d'un homme (1520), Pinacothèque de Brera, Milan.
- Mariage mystique de sainte Catherine, Potsdam.